# Jalkasaari (ö i Birkaland, Tammerfors, lat 61,56, long 24,61)
Jalkasaari är en halvö i Finland. Den ligger i sjön Eräjärvi och i kommunen Orivesi i den ekonomiska regionen Tammerfors och landskapet Birkaland, i den södra delen av landet, 160 km norr om huvudstaden Helsingfors.